# 1845 v športu
1845 v športu.

## Bejzbol
- 23. september – Uradna organizacija bejzbolskega kluba Knickerbocker Base Ball Club, pobudnik Alexander Joy Cartwright, vključno s prevzemom dvajsetih pravil, za štirinajst izmed njih so to najstarejši znani zapisi
- 22. oktober – New York Morning News objavi rezultat prve znane bejzbolske tekme, ki je bila odigrana na stadionu Elysian Fields v Hobokenu

## Konjske dirke
- Grand National - zmagovalec Cure-all, jahač William Loft

## Rojstva
- neznan datum – Dick McBride, ameriški bejzbolist
- 31. januar – Bob Ferguson, ameriški bejzbolist
- 25. maj – Lip Pike, ameriški bejzbolist
- 9. julij – Lord Minto, donator Minto Cupa